# Canton (Angleterre)
 (mai 2024).
La mise en forme du texte ne suit pas les recommandations de Wikipédia : il faut le « wikifier ».
Les points d'amélioration suivants sont les cas les plus fréquents. Le détail des points à revoir est peut-être précisé sur la page de discussion.
- Les titres sont pré-formatés par le logiciel. Ils ne sont ni en capitales, ni en gras.
- Le texte ne doit pas être écrit en capitales (les noms de famille non plus), ni en gras, ni en italique, ni en « petit »…
- Le gras n'est utilisé que pour surligner le titre de l'article dans l'introduction, une seule fois.
- L'italique est rarement utilisé : mots en langue étrangère, titres d'œuvres, noms de bateaux, etc.
- Les citations ne sont pas en italique mais en corps de texte normal. Elles sont entourées par des guillemets français : « et ».
- Les listes à puces sont à éviter, des paragraphes rédigés étant largement préférés. Les tableaux sont à réserver à la présentation de données structurées (résultats, etc.).
- Les appels de note de bas de page (petits chiffres en exposant, introduits par l'outil «  Source ») sont à placer entre la fin de phrase et le point final[comme ça].
- Les liens internes (vers d'autres articles de Wikipédia) sont à choisir avec parcimonie. Créez des liens vers des articles approfondissant le sujet. Les termes génériques sans rapport avec le sujet sont à éviter, ainsi que les répétitions de liens vers un même terme.
- Les liens externes sont à placer uniquement dans une section « Liens externes », à la fin de l'article. Ces liens sont à choisir avec parcimonie suivant les règles définies. Si un lien sert de source à l'article, son insertion dans le texte est à faire par les notes de bas de page.
- La présentation des références doit suivre les conventions bibliographiques. Il est recommandé d'utiliser les modèles {{Ouvrage}}, {{Chapitre}}, {{Article}}, {{Lien web}} et/ou {{Bibliographie}}. Le mode d'édition visuel peut mettre en forme automatiquement les références.
- Insérer une infobox (cadre d'informations à droite) n'est pas obligatoire pour parachever la mise en page.

Pour une aide détaillée, merci de consulter Aide:Wikification.
Si vous pensez que ces points ont été résolus, vous pouvez retirer ce bandeau et améliorer la mise en forme d'un autre article.
Pour les articles homonymes, voir Canton (homonymie).
Pour un article plus général, voir Canton.
En Angleterre, un canton (du latin : villa), en anglais : township, est une division locale ou un quartier d'une grande paroisse contenant un village ou une petite ville ayant généralement sa propre église. Un canton peut ou non coïncider avec une desserte, un manoir ou toute autre zone mineure de l'administration locale.
Le canton se distingue grâce aux éléments suivants :
- vill (en) : traditionnellement, parmi les historiens du droit, un vill faisait référence à la parcelle de terre d'une communauté rurale, alors qu'un canton était utilisé pour désigner l'administration fiscale et juridique de cette communauté[2] ;
- chapellerie : la « paroisse » d'une chapelle (une église sans fonctions paroissiales complètes) ;
- tithing : l'unité de base du système médiéval Frankpledge (en)[2].

Un canton est cependant parfois utilisé de manière vague pour l'un des éléments ci-dessus.

## Histoire

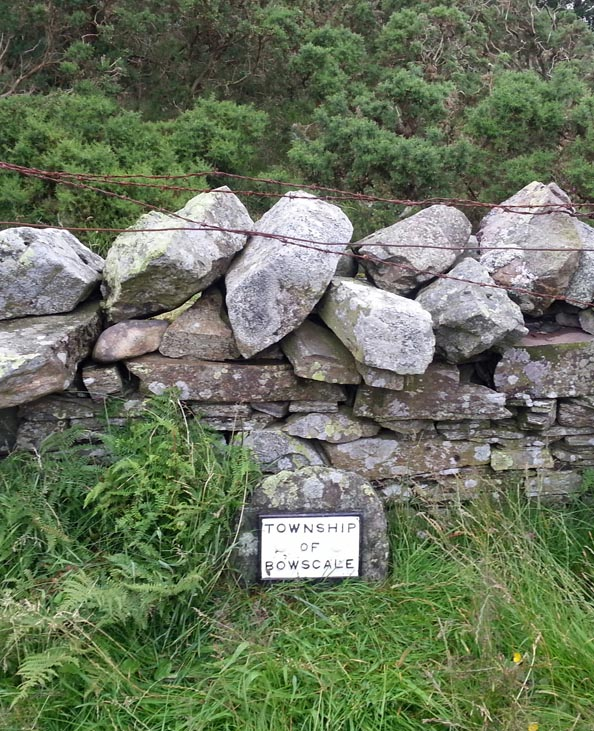
Borne de délimitation du canton à Mungrisdale, Cumbria. Ce marqueur a été restauré à des fins historiques.

Dans de nombreuses régions d'Angleterre, l'unité de base de l'administration civile était la paroisse, généralement identique à la paroisse ecclésiastique. Cependant, dans certains cas, notamment dans le nord de l'Angleterre, il existait une unité plus petite appelée canton, qui était une subdivision de la paroisse. Cela peut arriver par diverses raisons : 
- dans certaines régions du nord de l’Angleterre, les paroisses étaient trop importantes pour être gérées convenablement. Par exemple, Sheffield constituait une seule paroisse, qui comptait six townships : Ecclesall Bierlow, Brightside Bierlow, Attercliffe cum Darnall, Nether Hallam, Upper Hallam et Sheffield elle-même. La paroisse de Whalley, dans le Lancashire, contenait 47 cantons et s'étendait sur 43 000 ha (105 000 acres en unité anglo-saxonne) [3] ;
- là ou ailleurs, parfois, différentes parties d'une paroisse se trouvaient dans différents hundreds ou comtés ;
- parfois, un canton comprenait des parties de plusieurs paroisses différentes, comme à Heworth près de York, qui comprenait des parties des paroisses de Saint Saviour, Saint Cuthbert et Saint Giles.

L'historienne locale Dorothy Silvester a identifié une « ligne paroissiale » qui divisait les comtés du nord et du sud de l'Angleterre et des Pays de Galles. Dans le Denbighshire, le Shropshire, le  Staffordshire, le Derbyshire, le West Riding of Yorkshire et le North Riding of Yorkshire et au nord de cette ligne, les paroisses sont dans l'ensemble grandes, contenant plusieurs cantons. Cependant, au sud de cette ligne, les paroisses contiennent essentiellement des cantons uniques,.
Un canton nommait des surveillants des pauvres et des arpenteurs des routes de la même manière qu'une paroisse et finançaient leurs obligations en prélevant un taux, de la même manière que les fonctionnaires paroissiaux. La définition originelle d'une paroisse civile était tout endroit pour lequel un taux pouvait être perçu légalement. La plupart des cantons ont disparu avant 1866, soit pour être inclus dans les paroisses civiles adjacentes, soit pour obtenir leur propre statut de paroisse civile distincte.

## Utilisation moderne
L'utilisation du terme « canton » a persisté et a récemment été relancée pour désigner les subdivisions des arrondissements du nord de l'Angleterre. Par exemple, l'arrondissement métropolitain de Rochdale a des comités de canton  et l'arrondissement métropolitain de Wigan divise l'arrondissement en dix cantons, qui ont chacun un forum de canton. Wirral est divisé en quarante-quatre, à des fins de planification.
À Sheffield, la circonscription de Mosborough, qui comprend les quartiers de Halfway, du village de Mosborough, de Waterthorpe et de Westfield, est l'une des 28 circonscriptions électorales de la ville de Sheffield. Il est situé dans la partie orientale de la ville et constitue l'un des quartiers qui composent la circonscription électorale du Parlement de Sheffield Attercliffe. La zone est souvent appelée cantons de Mosborough, mais cet usage n'a aucune signification administrative.
Dans le Shropshire, le nom de Ruyton-XI-Towns ne conserve le souvenir que des cantons médiévaux, dont onze avaient été réunis sous un seul manoir. Dans le Herefordshire, Bromyard possède encore des zones désignées par les dénominations de trois cantons en plus de celui de la zone centrale de la ville.

## Lecture complémentaire
- Riden, P (1987), Record Sources for Local History, London: Batsford, pp. 92–99.